# Norbert Bebensee
Norbert Bebensee (* 15. Juli 1953 in Bad Schwartau; † 31. Mai 2021 ebenda) war ein deutscher Fußballspieler. Er absolvierte zwischen 1976 und 1986 insgesamt 292 Spiele in der 2. Bundesliga und erzielte dabei 50 Tore. In der Saison 1986/1987 kam er für Blau-Weiß 90 Berlin zu vier Bundesligaeinsätzen.

## Laufbahn

### Regionalliga Nord, 1972/73 und 1973/74
Bis einschließlich Saison 1971/72 spielte Norbert Bebensee als Amateur beim VfL Bad Schwartau. Zur Spielzeit 1972/73 bekam der 19-Jährige ein Angebot von Phönix Lübeck aus der Regionalliga Nord und wechselte deshalb 1972 nach Lübeck. Bereits am ersten Spieltag, am 30. Juli 1972, debütierte er beim Heimspiel als Linksaußen gegen Leu Braunschweig in der Regionalliga. Phönix belegte den achten Platz in dieser Saison. Im zweiten Jahr erlebte der junge Spieler als 19. der Tabelle den Abstieg. Er kam insgesamt auf 63 Spiele in der Regionalliga, in denen er 11 Tore schoss.
Ein Abstieg der Lübecker wiederholte sich auch 1974/75 in der Oberliga Nord, so dass Bebensee 1975/76 wieder in der Landesliga angelangt war. Zur Spielzeit 1976/77 nahm er ein Angebot des Aufsteigers in die 2. Bundesliga Nord, des SV Arminia Hannover an und unterschrieb am Bischofsholer Damm einen Lizenzvertrag.

### 2. Fußball-Bundesliga, 1976 bis 1983
Der Neuzugang von Phönix Lübeck gehörte unter Trainer Gerd Bohnsack sofort der Stammelf an und bestritt im ersten Jahr an der Seite des torgefährlichen Karl-Heinz Mrosko bei der Arminia 37 Spiele mit sechs Toren. Insgesamt absolvierte er für die „Blauen“ von 1976 bis 1980 135 Spiele in der 2. Liga Dabei schoss er insgesamt 25 Tore.
Nach dem Abstieg von Arminia im Jahre 1980 – Trainer István Sztani hatte Bohnsack im Sommer 1979 abgelöst – unterschrieb Bebensee beim Nachbarverein Hannover 96 und wurde ein „Roter“.
Mit Trainer Diethelm Ferner und den Mitspielern Jürgen Rynio, Gerhard Kleppinger, Peter Anders, Bernd Dierßen und Torjäger Dieter Schatzschneider kam Hannover 96 in der ersten Saison von Bebensee auf Platz vier. In drei Spielzeiten kam der Mann aus Bad Schwartau auf 86 Spiele und 12 Tore. Zur Saison 1983/84 wechselte Bebensee mit 30 Jahren zu Blau-Weiß 90 Berlin und verabschiedete sich damit vorübergehend aus der 2. Fußball-Bundesliga und vom Profi-Fußball.

### Blau-Weiß 90 Berlin, 1983 bis 1987
Sportlich zahlte sich der Schritt zurück für den Routinier sogleich aus. Blau-Weiß holte sich die Berliner Amateurmeisterschaft. In der darauf folgenden Aufstiegsrunde setzten sich die Berliner gegen den FC St. Pauli, 1. FC Bocholt, FC Gütersloh und den SV Lurup durch und stiegen in die 2. Bundesliga auf. Der Aufsteiger kam in der ersten Zweitliga-Saison (1984/85) auf den siebten Rang. Im zweiten Jahr schafften die Blau-Weißen unter Trainer Bernd Hoss Rang zwei hinter dem FC 08 Homburg und damit den Aufstieg in die Fußball-Bundesliga. Neben Torhüter Reinhard Mager, den Verteidigern Egon Flad und Jürgen Haller, sowie den Angreifern Jörg Gaedke, Bodo Mattern und Leo Bunk hatte der 33-jährige Bebensee dabei in 37 Spielen mitgewirkt. Insgesamt kam er in den zwei Zweitliga-Spielzeiten mit Berlin auf 71 Spiele und 13 Tore. In der Fußball-Bundesliga kam Bebensee nur noch zu vier Einsätzen, und Blau-Weiß 90 stieg nach nur einer Saison im Fußball-Oberhaus direkt wieder ab.

### Wieder Amateur
Nach vier Spielzeiten in Berlin zog Norbert Bebensee in die Holsteinische Schweiz und spielte ab 1987/88 für die SpVgg Eutin 08 wieder als Amateur Fußball.

## Privates und Familie
Von 2002 bis 2007 arbeitete er in der Poststelle einer Autovermietung in Eschborn. Anschließend betrieb er mit seiner Frau und Tochter eine Kneipe in Playa del Inglés auf der spanischen Insel Gran Canaria. Ab 1. April 2011 betrieb er mit seiner Familie unter der Leitung von Tochter Bianca ein Café und später eine Tapas-Bar in Playa del Inglés. Diese neue Berufsausrichtung wurde in der VOX-TV-Sendung Goodbye Deutschland dokumentarisch begleitet.
Bebensee starb Ende Mai 2021.

## Stationen
- 0000–1972 VfL Bad Schwartau
- 1972–1976 Phönix Lübeck
- 1976–1980 SV Arminia Hannover
- 1980–1983 Hannover 96
- 1983–1987 Blau-Weiß 90 Berlin
- 1987–1989 SpVgg Eutin 08